# Chimonobambusa macrophylla
Chimonobambusa macrophylla är en gräsart som beskrevs av Tai Hui Wen och Dieter Ohrnberger. Chimonobambusa macrophylla ingår i släktet Chimonobambusa och familjen gräs. Inga underarter finns listade i Catalogue of Life.